# عبد الله الكاتب
عبد الله الكاتب (بك) (ولد في دمنهور في 21 أبريل 1896 وتوفي في أبريل 1983) كان أستاذاً للجراحة بكلية طب قصر العيني (جامعة القاهرة) وأحد رواد الجراحة الحديثة في مصر.

## تدرجه العلمي
- حصل عبد الله الكاتب على دبلوم الطب والجراحة من مدرسة طب قصر العيني سنة 1921.
- عين مساعداً إكلينيكياً ثم طبيب امتياز.
- عمل طبيباً مقيماً بمستشفى قصر العيني من عام 1921 إلى عام 1925.
- حصل على ليسانس الكلية الملكية للأطباء سنة 1925 وفي نفس العام أوفد ضمن بعثة علمية إلى إنجلترا حتى عام 1927 فحصل على زمالة الكلية الملكية للجراحين بإنجلترا.
- في عام 1928 عين مدرساً للجراحة، ثم رقي إلى درجة أستاذ مساعد عام 1935، فأستاذاً للجراحة، ثم رئيساً لأقسام الجراحة بكلية الطب بجامعة فؤاد الأول عام 1942.
- أشرف على العديد من البحوث العلمية ورسائل الماجستير الدكتوراه والدبلومات خلال الفترة من 1945 إلى 1956.
- نصب عميداً لكلية الطب بجامعة القاهرة من عام 1951 إلى عام 1954.

## إضافاته إلى كلية طب قصر العيني
- أنشأ الدكتور عبد الله الكاتب قسم الجراحة المتخصصة في جراحة القلب والصدر وجراحة المخ والأعصاب وجراحة الأوعية الدموية.
- وضع النواة الأولى لإعادة بناء مستشفى قصر العيني وخطط لإنشاء المبنى الجديد لكلية الطب بأقسامها الأكاديمية وقاعة الاحتفالات بها، كما طور برامج التعليم الطبي.

## نشاطه الدولي
- رأس الدكتور عبد الله الكاتب وفد مصر في اجتماعات الجمعية الدولية للجراحين بانتظام منذ سنة 1955 بكوبنهاغن والمكسيك ودبلن وروما وميونخ وموسكو وبرشلونة.
- رأس وفد مصر في مؤتمر أمراض الجهاز الهضمي بلندن سنة 1965.
- رأس وفد مصر في مؤتمر السرطان بلندن سنة 1968.

## عضويته في الجمعيات المتخصصة
كان الدكتور عبد الله الكاتب عضواً بالجمعية الدولية للجراحين، ورئيساً لجمعية الجراحين المصرية، ورئيساً للجمعية الطبية المصرية، وعضواً بجمعية السرطان المصرية.

## الجوائز والتكريمات
- وسام الاستحقاق من الطبقة الأولى سنة 1969.
- وسام الجمهورية من الطبقة الأولى سنة 1971.
- جائزة الدولة التقديرية سنة 1979.
- وسام العلوم والفنون من الطبقة الأولى.